# Yūki Abe (Fußballspieler, 1989)
Yūki Abe (japanisch 阿部 優 Abe Yūki; * 16. September 1989 in der Präfektur Tokio) ist ein ehemaliger japanischer Fußballspieler.

## Karriere
Abe erlernte das Fußballspielen in der Schulmannschaft der Mobara High School und der Universitätsmannschaft der Sanno Institute of Management. Seinen ersten Vertrag unterschrieb er 2012 beim FC Kariya. 2013 wechselte er zu Saurcos Fukui. 2015 wechselte er zum Drittligisten Grulla Morioka. Für den Verein absolvierte er drei Ligaspiele. 2016 wechselte er zu Sakai Phoenix. Ende 2016 beendete er seine Karriere als Fußballspieler.